# Пинар дел Рио
Пинар дел Рио (на испански: Pinar del Rio) е град в западна Куба. Намира се в едноименната провинция, Пинар дел Рио. Основан е през 1774 г. Населението му е ок. 140 000 души. Градът е център на цигарената индустрия (най-вече производството на пури) и известен като главен район за отглеждане на тютюн. Площта му е 70.7 km².